# الدوري الصربي لكرة السلة
الدوري الصربي لكرة السلة هو دوري كرة سلة للمحترفين في صربيا تأسس في 2006 يلعب فيه 18 فريقاً.

## أبرز الفرق
- كي كي بارتيزان

## وصلات خارجية
- الموقع الإلكتروني